# Partido del Té de Boston
El Boston Tea Party (Partido del Té de Boston) fue un partido político estadounidense de ideología libertaria.
Fue fundado en 2006 por un grupo de exmiembros del Partido Libertario que criticaban a éste por su "abandono de responsabilidades políticas", sosteniendo que "los estadounidenses se merecen y necesitan de forma desesperada un partido en favor de la libertad que abogue enérgicamente por soluciones libertarias a los problemas de la actualidad".
La plataforma del partido político está complementada por un programa que aboga, entre otras cosas, por el retiro de todas las tropas estadounidenses alrededor del mundo, incluyendo Corea del Sur, Japón, Europa y todo el Medio Oriente; el fin inmediato y total de los registros de allanamiento sin una orden, la vigilancia sin una orden, así como otras prácticas que agravien la libertad personal; y una auditoría a la Reserva Federal. El programa fue adoptado deliberadamente desde la Campaña por la Libertad de Ron Paul.
Aunque la mayor parte de los miembros del partido aceptan la ideología libertaria desde la tradición del liberalismo clásico, otros se consideran anarcocapitalistas, objetivistas, voluntaristas o de varios tipos de anarquismo capitalista.

## Historia
El partido se fundó como respuesta a la eliminación de gran parte de la plataforma del Partido Libertario durante una convención en Oregón en 2006.
Charles Jay fue el nominado presidencial del partido a la elección general de 2008 en la apareció en las boletas electorales en Florida, Tennessee y Colorado; esos estados constituían un 10% del colegio electoral en 2004. Además, los votantes escribieron el nombre de Charles Jay en las boletas en otros 10 estados. Thomas L. Knapp fue el nominado del partido a vicepresidente. Knapp también se postuló como candidato al Congreso como candidato del Libertarian Party en esa misma elección. Sin embargo, entre los compañeros de fórmula alternos estaban Marilyn Chambers (Arkansas, Hawái, Luisiana, Nevada, Nuevo México, Oklahoma, Carolina del Sur, Dakota del Sur y Utah), Barry Hess (Arizona), Dan Sallis, Jr. (Colorado), John Wayne Smith (Florida) y Thomas J. Marino (Washington).
En la Elección Presidencial de 2008, el candidato del Partido del Té de Boston obtuvo 2,422 votos para finalizar en el décimo quinto lugar.